# Marek Kania
Marek Kania (ur. 2 kwietnia 1999 w Warszawie) – polski łyżwiarz szybki, olimpijczyk z Pekinu (2022).

## Życiorys
Jego pierwszym klubem był UKS Zryw Słomczyn. Następnie został zawodnikiem Legii Warszawa.
Trenował równocześnie łyżwiarstwo szybkie i wrotkarstwo.
Jako łyżwiarz był mistrzem Polski młodzików (2014) i juniorów (2016, 2018) oraz wicemistrzem Polski juniorów (2017) w wyścigu drużynowym na dochodzenie. Indywidualnie w 2016 sięgnął po wicemistrzostwo Polski juniorów w wyścigu na 1000 metrów i brązowy medal mistrzostw Polski juniorów w małym wieloboju, w 2018 wywalczył brązowy medal mistrzostw Polski juniorów w wyścigu masowym.
We wrotkarstwie startował m.in. w mistrzostwach Europy juniorów młodszych w 2016 (najlepszy wynik: 8 m. w wyścigu na 100 metrów (szosa)), mistrzostwach Europy juniorów w 2017 (najlepszy wynik: 7 m. w wyścigu na 100 metrów (szosa)), mistrzostwach świata seniorów w 2017 (175 m. w maratonie), 2018 (najlepszy wynik: 21 m. w wyścigu na 500 metrów na torze) i 2019 (najlepszy wynik: 30 m. w sprincie na 100 metrów (szosa)), mistrzostwach Europy seniorów w 2018 (najlepszy wynik: 8 m. w sprincie drużynowym, indywidualnie: 16 m. w sprincie na 200 metrów (szosa) i w wyścigu na 1 okrążenie), 2019 (najlepszy wynik: 12 m. w wyścigu na 1 okrążenie) i 2021 (9 m. w sprincie na 100 metrów (szosa) i w wyścigu na 200 metrów ze startu lotnego (tor)). Zdobywał też złote medale na ulicznych mistrzostwach Polski we wrotkarstwie.
Rozważał rezygnację z łyżwiarstwa i poświęcenie się w całości wrotkarstwu. Po łyżwiarskich mistrzostwach Polski, które odbyły się w październiku 2020 (gdzie zajął 7 m. na 500 metrów, 9 m. na 1000 metrów i 10 m. na 1500 metrów) zaproponowano mu jednak treningi z polską kadrą sprinterską, a przed sezonem 2021/2022 został włączony do reprezentacji Polski.
W sezonie 2021/2022 osiągnął w łyżwiarstwie szybkim pierwsze znaczące sukcesy. 
20 listopada 2021 zajął 3. miejsce w zawodach Pucharu Świata w wyścigu na 500 metrów. Podczas tych samych zawodów razem z polskim zespołem zajął też 3. miejsce w sprincie drużynowym. Na mistrzostwach Europy w 2022 zdobył brązowy medal w sprincie drużynowym. Na tych samych zawodach zajął też 8 m. indywidualnie w wyścigu na 500 metrów. Uzyskał kwalifikację olimpijską, chociaż nie zdobył do tego czasu ani jednego indywidualnego medalu mistrzostw Polski seniorów. Najbliżej medalu indywidualnie był podczas mistrzostw Polski za rok 2022 (które odbyły się jesienią 2021), kiedy zajął 4. miejsce w wyścigu na 500 metrów. Na igrzyskach olimpijskich w Pekinie (2022) zajął 16. miejsce w wyścigu na 500 metrów. 7 grudnia 2022 na zawodach Pucharu Świata w Calgary zdobył w sprincie drużynowym złoty medal razem z Damianem Żurkiem i Piotrem Michalskim.. Największy sukces międzynarodowy osiągnął na mistrzostwach Europy w 2024, zdobywając złoty medal w sprincie drużynowym (razem z Damianem Żurkiem i Piotrem Michalskim).
Łyżwiarskie rekordy życiowe na torze długim:
- 500 metrów: 34,46 (10.12.2021)
- 1000 metrów: 1:08,28 (5.12.2021)
- 1500 metrów: 1:53,13 (30.10.2021)

Jest też rekordzistą Polski w sprincie drużynowym (1:20,54) – wynik ten został osiągnięty podczas mistrzostw Europy w dniu 8 stycznia 2022.